# Райнгард Гейдріх
Райнгард Трістан Ойґен Гейдріх (нім. Reinhard Tristan Eugen Heydrich; 7 березня 1904, Галле, Саксонія, Німецька імперія — 4 червня 1942, Прага, Протекторат Богемії і Моравії, Третій Рейх) — державний і політичний діяч нацистської Німеччини, начальник Головного управління імперської безпеки (1939—1942), заступник імперського протектора Богемії і Моравії (1941—1942). Обергрупенфюрер СС і генерал поліції (1941).  Один з головних організаторів Голокосту. Вважається однією з найтемніших осіб нацитського режиму. Адольф Гітлер особисто описував його як "чоловіка зі залізним серцем".
Будучи начальником Головного управління імперської безпеки, йому підпорядковувалось Гестапо, Кримінальна поліція Третього Рейху та Служба безпеки. 20 січня 1942 року скликав Ванзейську конференцію, під час якої було сформоване остаточне розв'язання єврейського питання — політика Третього Рейху депортації та геноциду усіх євреїв на окупованих нацистами країн Європи.
Був головою-засновником Служби безпеки Рейху (нім. Sicherheitsdienst Reichsführer-SS), розвідувальної організації, яка відповідала за розшук та нейтралізацію опору та опозиції до Нацистської партії за допомогою арештів, депортацій та вбивств. Один з керівників внутрішніх військ під час кришталевої ночі та ночі довгих ножів, серій координованих атак проти євреїв у нацистській Німеччині разом з частиною Австрії та серій чисток з метою ліквідації політичних опонентів. Прибувши до Праги, Гейдріх почав операцію з придушення опозиції до нацистів шляхом утискання чеської культури та депортації разом з убивствами членів чехського руху опору. Безпосередньо відповідальний за створення Айнзатцгруп, ескадронів смерті, що причетні до масових вбивства 2 млн людей, серед яких 1,3 млн євреїв.
Був важко поранений у Празі 27 травня 1942 року під час операції Антропоїд. Його автомобіль підірвали два члени чехословацького Руху опору: Йозеф Ґабчик та Ян Кубіш. Обидва для його ліквідації були заслані Чехословацьким урядом у вигнанні та натреновані британським Управлінням спеціальних операцій. Райнгард Гейдріх помер від отриманих ран 4 червня 1942 року. Німецька розвідка помилково пов'язала двох членів руху опору до селищ Лідиці та Лезаки. Німці влаштували хвилю репресій, знищивши ці два поселення. Нацисти розстріляли, депортували та вбили в концентраційних таборах усіх жителів селищ: чоловіків, юнаків від 14 років та більше разом із жінками та дітьми.

## Життєпис
Райнгард Трістан Ойген Гейдріх народився 7 березня 1904 року в Галле (Заале) в родині директора музичної школи Річарда Бруно Гейдріха та Елізабет Анни Марії Амелії Гейдріх (Крантц). Батько походив з протестанської родини, однак з одруження на його матері прийняв католицизм. Райнгард був міністрантом, відвідував вечірні молитви та служби щотижня разом зі своєю мамою, як частина католицької меншини в Галле. Два його імені мали музичні посилання: ім'я "Райнгард" відсилає до героя опера батька Амінь, в той час як його друге ім'я "Трістан" походить від музичної опери Ріхарда Вагнера Трістан та Ізольда. Своє третє ім'я "Ойген" отримав на честь діда по материнській лінії, Ойгена Кранца, директора Дрезденської Вищої школа музики. Райнгард також мав молодшого брата Гайнца та сестру Марію.
Музика була частиною щоденого життя хлопця; батько заснував Галлеську консерваторію музики, театру і викладання, в той час як його мати викладала гру на піано.

### Служба в армії
Після закінчення Першої світової війни вступив у Фрайкор генерала Меркера, в 1922 році був зарахований до офіцерського училища ВМФ і в 1926 році отримав звання лейтенанта ВМФ. У квітні 1931 постав перед флотським судом честі за звинуваченням в образі дівчини і був звільнений з флоту. У грудні того ж року одружився з Ліні фон Остен, у шлюбі з якою у Гейдріха народилося четверо дітей.
1 липня 1931 Райнгард Гейдріх вступив в НСДАП, а 10 серпня був зарахований до СС у званні штурмфюрер СС. Організовує в рамках СС розвідувальний відділ «1С», а в липні 1932 стає керівником служби безпеки рейхсфюрера СС (СД). У березні 1933 займає посаду начальника політичної поліції Мюнхена, а в квітні 1934 обіймає посаду заступника Гіммлера в таємній політичній поліції Пруссії (Гестапо). Разом з рейхсфюрером СС займався організацією концтабору Дахау, був головним організатором «Ночі довгих ножів», ініціював створення Військ СС і юнкерських шкіл СС, для яких особисто розробив навчальну програму. У червні 1936 року був призначений шефом поліції безпеки і СД. Стрімко рухався по службі в СС — якщо в 1932 Гейдріх отримав звання штандартенфюрера СС, то вже в липні 1934 року він став группенфюрером СС.
Гейдріх, перебуваючи на посаді шефа поліції безпеки і СД, брав участь у всіх внутрішньо- і зовнішньополітичних справах Третього Рейху, був організатором «Справи Бломберга-Фріча», брав активну участь у підготовці приєднання до Німеччини Австрії, Судетської області та Чехії, керував діями СС і СД під час «Кришталевої ночі». За його ініціативою в 1938 році були створені айнзатцгрупи СС, що проводили терор на окупованих територіях. Гейдріх також домігся зняття всіх обмежень на розвиток військ СС, чому активно перешкоджав Вермахт. У 1939 році створив і став керівником Головного управління імперської безпеки — РЗГА, а в 1940 році став президентом Міжнародної комісії кримінальної поліції — прообразу майбутнього Інтерполу.
Незважаючи на свій 16-годинний робочий день, активно займався спортом, був фехтувальником олімпійського рівня.
У грудні 1940 Райнгард Гейдріх був призначений заступником керівника спортивного товариства СС і інспектором СС з фізичної підготовки. Крім того, перед початком Західної кампанії Гейдріх закінчив льотну підготовку та як льотчик-винищувач брав участь у повітряних боях у Франції, також брав участь у розвідувальних польотах над Англією та Шотландією, а в 1941 році воював на Східному фронті, де збив 3 літаки супротивника.
24 вересня 1941 Гейдріх отримав своє останнє звання обергрупенфюрера СС і з початком війни з СРСР організував і керував діяльністю айнзатцгруп СС, які ліквідовували євреїв, циган, комуністів і потенційних ворогів на території СРСР і на командування якими він призначив керівників управлінь РЗГА. 
27 вересня 1941 Гейдріх був призначений імперським протектором Протекторату Богемії і Моравії, зберігши за собою посаду шефа поліції безпеки і СД (офіційна назва посади шефа РЗГА). 27 травня 1942 року під час поїздки Прагою був обстріляний чехословацькими диверсантами як головна ціль операції «Антропоїд». Помер від ран 4 червня 1942 року і був урочисто похований у Берліні.

## Звання
- Фенріх-цур-зее (1 квітня 1922)
- Обер-фенріх-цур-зее (1 квітня 1924)
- Лейтенант-цур-зее (1 липня 1926)
- Оберлейтенант-цур-зее (1 липня 1928)
- Шутце СС (14 липня 1931)
- Штурмфюрер СС (10 серпня 1931)
- Гауптштурмфюрер СС (1 грудня 1931)
- Штурмбаннфюрер СС (25 грудня 1931)
- Оберштурмбаннфюрер СС (грудень 1931)
- Штандартенфюрер СС (29 липня 1932)
- Оберфюрер СС (21 березня 1933)
- Бригадефюрер СС і генерал-майор поліції (9 листопада 1933)
- Группенфюрер СС і генерал-лейтенант поліції (30 червня 1934)
- Обергруппенфюрер СС і генерал поліції (27 вересня 1941)
- Гауптман резерву люфтваффе
- Майор резерву люфтваффе (1941)

## Нагороди
- Німецький кінний знак в сріблі
- Німецька імперська відзнака за фізичну підготовку в сріблі
- Перстень «Мертва голова» (24 грудня 1933)
- Почесний кут старих бійців (лютий 1934)
- Йольський свічник (16 грудня 1935)
- Почесна шпага рейхсфюрера СС
- Спортивний знак СА в золоті
- Почесний знак Німецького Червоного Хреста 1-го ступеня
- Німецький Олімпійський знак 1-го класу
- Численні відзнаки Німецької імперської асоціації фізичних вправ за спортивні досягнення
- Орден Корони Італії
  - великий офіцерський хрест (20 квітня 1937)
  - великий хрест (18 жовтня 1938)
- Орден Святих Маврикія та Лазаря (Італія)
  - Командорський хрест (1937)
  - великий офіцерський хрест
- Почесний кинджал італійських чорносорочечників (19 жовтня 1937)
- Медаль «У пам'ять 13 березня 1938 року»
- Медаль «У пам'ять 1 жовтня 1938» із застібкою «Празький град»
- Орден Святого Савви (Югославія; 18 жовтня 1938)
- Савойський військовий орден, великий хрест (Італія)
- Медаль «У пам'ять 22 березня 1939 року»
- Медаль «За Атлантичний вал»
- Залізний хрест 2-го і 1-го класу
- Золотий партійний знак НСДАП
- Данцизький хрест 1-го класу
- Почесний знак «За турботу про німецький народ» 1-го ступеня
- Медаль «За вислугу років у поліції» 3-го і 2-го ступеня (18 років)
- Медаль «За вислугу років у СС» 4-го, 3-го і 2-го ступеня (12 років)
- Медаль «За вислугу років у НСДАП» в бронзі (10 років)
- Нагрудний знак пілота
- Нагрудний знак пілота (Італія)
- Авіаційна планка винищувача в сріблі
- Комбінований Знак Пілот-Спостерігач в золоті з діамантами — вручений особисто Германом Герінгом.
- Орден крові (червень 1942, посмертно) — останній нагороджений.
- Хрест Воєнних заслуг 2-го і 1-го класу з мечами (1942, посмертно) — отримав 2 нагороди одночасно.
- Німецький Орден (№ 2; 9 червня 1942, посмертно)
- Нагрудний знак «За поранення» в золоті (посмертно)

## Також дивитись
- Список лідерів Нацистської партії
- Список Обергрупенфюрерів СС